# Southern-Air-Transport-Flug 15
Der Southern-Air-Transport-Flug 15 (Funkrufzeichen: LOGAIR 15) war ein militärischer Frachtcharterflug der US-amerikanischen Southern Air Transport von der Lackland Air Force Base in Texas zur Robins Air Force Base in Georgia. Auf diesem Flug kam es am 4. Oktober 1986 zu einem schweren Unfall, als die eingesetzte Lockheed L-100-30 Hercules beim Start außer Kontrolle geriet und zu Boden stürzte. Bei dem Unfall starben alle drei Insassen der Maschine.

## Flugzeug
Bei dem Flugzeug handelte es sich um eine Lockheed L-100-30 Hercules mit der Werknummer 4391, die ihren Erstflug im Jahr 1971 absolviert hatte. Es handelte sich um die zivile Variante des Militärtransportflugzeugs Lockheed C-130 Hercules. Die Maschine wurde am 2. Juni 1971 als Variante L-382G mit dem Luftfahrzeugkennzeichen N15ST an die Saturn Airways ausgeliefert und ging bei dieser mit dem Taufnamen Barney G in Betrieb. Nach einer Unternehmensfusion gehört die Maschine ab Dezember 1976 der Trans International Airlines an, wobei sie mit der Umbenennung der Gesellschaft in Southern Air Transport in die Flotte dieser Fluggesellschaft überging und zu dieser Zeit die Flottennummer 15 erhielt. Das viermotorige Transportflugzeug war mit vier Turboprop-Triebwerken des Typs Allison 501-D22A ausgestattet. Bis zum Zeitpunkt des Unfalls hatte die Maschine eine Gesamtbetriebsleistung von 45.622 Betriebsstunden absolviert, auf die 20.472 Starts und Landungen entfielen.

## Insassen
Auf dem Frachtflug befand sich lediglich eine dreiköpfige Besatzung an Bord der Maschine, bestehend aus einem Flugkapitän, einem Ersten Offizier und einem Flugingenieur. Der Flugkapitän, der auf dem Flug die Rolle des Pilot Flying ausübte, war im Dezember 1983 in der Rolle des Ersten Offiziers durch die Fluggesellschaft eingestellt worden und wurde am 6. November 1985 zum Flugkapitän befördert. Er verfügte über 7.000 Stunden Flugerfahrung, wovon er 3.767 Stunden im Cockpit der Lockheed Hercules absolviert hatte. Der Flugkapitän hatte in der Vergangenheit eine ganze Reihe von Flügen mit der betroffenen Maschine und gemeinsam mit dem Flugingenieur des Fluges durchgeführt. Der Erste Offizier war hingegen erst am 28. September 1986, und damit nur sechs Tage vor dem Unfall, durch die Southern Air Transport eingestellt worden. 

## Unfallhergang
Die Maschine traf um 02:20 Uhr auf der Lackland Air Force Base ein. Der Lademeister äußerte später, dass er während des Beladevorgangs beobachtet habe, dass sich das Höhenruder in einer horizontalen Position befunden hatte. Wären die Flugsteuerflächen nicht verriegelt gewesen, so wäre die Hinterkante des Höhenruders nach unten ausgerichtet gewesen. Um 04:01 Uhr rollte die Maschine zum Startpunkt von Startbahn 15, um 04:05 Uhr Ortszeit erhielt die Maschine eine Freigabe zum Start von der Lackland Air Force Base. Der Flug zur Warner Robbins Air Force Base, ein Frachtcharterflug im Auftrag der United States Air Force, sollte im Instrumentenflug durchgeführt werden. Die Maschine erreichte nach dem Start eine Flughöhe von 700 Fuß über dem Boden. Augenzeugen beobachteten, wie die Maschine steil stieg, bis sie nach links rollte und fast senkrecht zwischen zwei Hangars im Bereich des Flugsteigs aufschlug und in Brand geriet. Alle drei Insassen der Maschine kamen bei dem Unfall ums Leben.

## Unfalluntersuchung
Das National Transportation Safety Board übernahm nach dem Unfall die Ermittlungen zur Absturzursache. Der Abschlussbericht wurde am 9. April 1987 veröffentlicht. Ursache war die Blockierung des Höhenruders, die durch die Benutzung einer unzulässigen Vorrichtung (Rudersperre) des Betreibers verursacht wurde. Die nicht zertifizierte Vorrichtung sollte das Höhenruder während Beladevorgängen anheben, die Piloten vergaßen jedoch, diese vor dem Start wieder zu entfernen, sodass die Maschine ohne kontrollierbare Höhenruder startete.